# Az űr vége (televíziós sorozat)
Az űr vége (eredeti nyelven: Final Space) egy amerikai televíziós animációs sorozat, amit Olan Rogers készített a TBS és a Cartoon Network késő esti részlegének az Adult Swimnek. A sorozat egy Gary Goodspeed nevű űrhajósból és idegen barátjából, Mooncake-ből áll, és a galaktikus kapcsolatokra összpontosít.
Az űr vége sorozat premierjét a Reddit-en keresztül mutatták be, 2018. február 15-én. Ugyanazon a napon az első két epizód elérhetővé vált a TBS webhelyén és alkalmazásában. A sorozat 2018. február 26-án jelent meg a TBS-en és 2018. május 7-én meghosszabbították egy második évadra, ebben az évadban 10 rész helyett 13 rész volt. A 2. évadot 2019. június 24-én mutatták be, először a Adult Swim-en, majd egy héttel később a TBS-en.
A sorozatot Magyarországon hivatalosan a Netflix sugározza 2019. augusztus 22. óta magyar felirattal.
A sorozatot a második évad befejezése után, 1 héttel később megújították a harmadik évadjára, aminek premiere 2021. március. 20-án volt.
2021. szeptember. 10-én Rogers elárulta, hogy a műsort három évad után törölték, ami a WarnerMedia és a Discovery egyesülésének az oka.

## Szinopszis
Valamikor a távoli jövőben, amikor az űr utazás már nem lehetetlen, Gary Goodspeed New York városában a Végtelenség őreinek pilótájának hazudja magát, hogy lenyűgözzön egy elit-ügynöknőt, de miután a hajóban történt ballépései miatt egy egész Végtelenség őrei flottát elpusztít 5 év börtönbüntetésre ítélik az űrben a Galaxy-1 hajó fedélzetén ahol egyedül ő tartózkodik. Magányát enyhíti H.U.E a hajó mesterséges intelligenciája. KVN, a Gary által gyűlölt őrült robot. És egy csomó őr droid. Valamikor a büntetés vége felé közeledve, Gary egy műhold javítása közben találkozik, egy aranyos zöld űrlénnyel akit, Holdsütinek keresztel el (angolul: Mooncake). Azonban kiderül hogy Holdsüti egy bolygópusztító szuperfegyver, akire a gonosz Főparancsnok vadászik, aki vele akarja megnyitni a Végső Űrt hogy a pusztító Titánokat áthozza a mi galaxisunkba.

## Szereplők

### Főszereplők
| Szereplő               | Eredeti hang     | Leírás |
| Gary Goodspeed         | Olan Rogers      | Egy 30-as évei elején járó fiatal, aki 5 éves börtönbüntetését tölti a Galaxy 1 hajó fedélzetén. A történet főhőse.                                        |
| Höldsüti (Mooncake)    | Olan Rogers      | Egy zöld kis űrlény, aki Gary "házi kedvence", akiről kiderül hogy egy bolygópusztító szuperfegyver.                                                       |
| Főparancsnok/ Jack     | David Tennant    | Régen, Gary apjának, John Goodspeed segédje volt, de miután a sötét erő felemésztette őt, ő lett a rettegett főparancsnok, aki Höldsütire vadászik.        |
| Macskádó (Avocato)     | Coty Galloway    | Egy macska szerű "Ventrexi" fejvadász, aki régen Főparancsnoknak dolgozott, de ellene szegült miután fiát Kis macst elfogatta, Gary legjobb barátja lesz.  |
| Kis Macs (Little Cato) | Steven Yeun      | Macskádó, majd később Gary örökbefogadott fia, aki eredetileg a Ventrexi királyi család sarja volt, de Főparancsnok lemészárolta őket.                     |
| H.U.E                  | Tom Kenny        | A Galaxy-1 űrhajó mesterséges intelligenciája. Gary egyetlen barátja volt.                                                                                 |
| Quinn Ergon            | Tika Sumpter     | A nő akit Gary akart nyűgözni 5 évvel ezelőtt. A végtelenség őreinek magas rangú alkalmazottja, majd később csatlakozik Garyékhez. Gary későbbi barátnője. |
| Alkony (Nightfall)     | Tika Sumpter     | Quinn a jövőből aki azért jött vissza hogy megölje Höldsütit ezzel megakadályozva a föld pusztulását és Gary halálát.                                      |
| KVN                    | Fred Armisen     | A Galaxy-1 őrült robotja, aki hamar Gary legidegesítőbb barátjává válik.                                                                                   |
| Ash Graven             | Ashy Burch       | A nagy erővel rendelkező lány, aki a 2.évadban csatlakozik a csapathoz. Clarence örökbefogadott lánya.                                                     |
| Sheryl Goodspeed       | Claudia Black    | Gary anyja, aki miután férje: John Goodspeed meghalt, magára hagyta Garyt.                                                                                 |
| AVA                    | Jane Lynch       | A Crimson Light űrhajó mesterséges intelligenciája, később HUE barátnője.                                                                                  |
| Fox                    | Ron Funches      | Egy űrlény akinek a keze helyén egy ágyú található, a 2.évadban csatlakozik a csapathoz, Clarence örökbefogadott fia.                                      |
| Clarence               | Conan O'Brien    | Feltaláló, üzletember, az 1.évadban még segített Garyének, míg a 2.évadtól már csak hátráltatta őket, Gary és Clarence folyamatos rivalizálása.            |
| Bolo                   | Keith David      | Egyetlen jószívű Titán aki azt kéri Garytől hogy szabadítsa őt ki a Végső Űrből, és segít nekik nyerni.                                                    |
| Invictus               | Vanessa Marshall | Ash mestere, a nagy erejő Titán, Főparancsnok és Bolo ellenfele a 3.évadban.                                                                               |

### Mellékszereplők
| Szereplő         | Eredeti hang | Leírás                                                                                               |
| Tribore Menedez  | Olan Rogers  | Egy 6 szermű űrlény aki régen a végtelenség őreinek a katonája volt, de azóta lázadó vezér lett.     |
| John Goodspeed   | Ron Perlman  | Gary volt apja, a végtelenség őreinek legjobb pilótája, aki egy űrbéli baleset folytán meghalt.      |
| Todd H. Watson   | Alan Tudyk   | A vidám hely vezetője, aki kegyetlen bosszút akar állni Gary mivel őt hibáztatja családja haláláért. |
| Biskit           | Olan Rogers  | Egy feltaláló macska-lény aki Gary nagy rajongója. A 3.évadban csatlakozik a csapathoz.              |
| Kevin Van Newton | Tom Kenny    | Egy "időutazó" szélhámos aki figyelmeztetni jött Garyéknek.                                          |

## Epizódok

### Próbaepizód (2016)
| #  | Cím         | Rendező     | Író                         | Premier           |
| -- | ----------- | ----------- | --------------------------- | ----------------- |
| 1. | Final Space | Olan Rogers | Olan Rogers és Jake Sidwell | 2016. április 16. |

### Első évad (2018)
| Sor. | Év. | Cím                               | Rendező                      | Író                                                   | Premier                                                             |
| --- | --- | --------------------------------- | ---------------------------- | ----------------------------------------------------- | ------------------------------------------------------------------- |
| 1. | 1.  | Első fejezet (Chapter One)        | Mike Roberts                 | Olan Rogers és David Sacks                            | 2018. február 17. (TNT) 2018. február 26. (TBS) 2019. augusztus 22. |
| Gary magányos börtönbüntetése végéhez közeledik, amikor találkozik egy aranyos zöld űrlakóval, és a gonosz csillagközi fejvadászokkal, akik el akarják kapni.             |     |                                   |                              |                                                       |                                                                     |
| 2. | 2.  | Második fejezet (Chapter Two)     | Mike Roberts és Dan O'Connor | Olan Rogers, David Sacks és Jane Becker               | 2018. február 17. (TNT) 2018. március 5. (TBS) 2019. augusztus 22.  |
| Amikor az egyik fejvadász lokalizálja Holdsütit a Galaxis 1 fedélzetén, Macskádó segít Gary-nek elfogni, mielőtt értesíti a parancsnokot.                                 |     |                                   |                              |                                                       |                                                                     |
| 3. | 3.  | Harmadik fejezet (Chapter Three)  | Ben Bjelajac                 | Olan Rogers, David Sacks, Alyssa Lane és Alex Sherman | 2018. március 12. 2019. augusztus 22.                               |
| Gary és Macskádó biztos búvóhelyet keresnek Holdsütinek, de közben bajba kerülnek. Quinn megpróbálja kideríteni a gravitációs zavar okát.                                 |     |                                   |                              |                                                       |                                                                     |
| 4. | 4.  | Negyedik fejezet (Chapter Four)   | Mike Roberts                 | Olan Rogers és David Sacks                            | 2018. március 19. 2019. augusztus 22.                               |
| Miután ismét összetalálkozik Quinnel, Gary le akarja nyűgözni a lányt, ezért egy haldokló csillag energiájával próbálja meg újraindítani a Galaxis 1 meghackelt motorját. |     |                                   |                              |                                                       |                                                                     |
| 5. | 5.  | Ötödik fejezet (Chapter Five)     | Chris Paluszek               | Alyssa Lane, Alex Sherman és Cameron Squires          | 2018. március 26. 2019. augusztus 22.                               |
| Ahogy a gravitációs anomális erősödik, Gary, Quinn és Macskádó kutatásai egy különös, biolumineszcens bolygóhoz vezetnek.                                                 |     |                                   |                              |                                                       |                                                                     |
| 6. | 6.  | Hatodik fejezet (Chapter Six)     | Ben Bjelajac                 | Alyssa Lane, Alex Sherman és Cameron Squires          | 2018. április 9. 2019. augusztus 22.                                |
| Segélykérő üzenet érkezik Macskádó fiától, így aztán Gary és Macskádó mentőexpedícióra indul. Quinn végre megnézheti az összes vlogot, amit Garytől kapott.               |     |                                   |                              |                                                       |                                                                     |
| 7. | 7.  | Hetedik fejezet (Chapter Seven)   | Chris Paluszek               | Christopher Amick és Ben Mekler                       | 2018. április 16. 2019. augusztus 22.                               |
| Amikor letelik Gary börtönbüntetése, úgy dönt, megpróbál segíteni a bosszúra szomjazó Kismancsnak. A Galaxis 1 váratlan látogatót kap.                                    |     |                                   |                              |                                                       |                                                                     |
| 8. | 8.  | Nyolcadik fejezet (Chapter Eight) | Mike Roberts                 | Olan Rogers és David Sacks                            | 2018. április 23. 2019. augusztus 22.                               |
| Gary és a legénység kétségbeesetten próbálja bezárni a Földet fenyegető rést az univerzumban. Egy titánhoz fordulnak, aki egy dimenziók közötti birodalmat ural.          |     |                                   |                              |                                                       |                                                                     |
| 9. | 9.  | Kilencedik fejezet (Chapter Nine) | Ben Bjelajac                 | Adam Stein                                            | 2018. április 30. 2019. augusztus 22.                               |
| Gary és Quinn New Yorkban keresik az antianyagbombát, amellyel megmenthetik a Földet, és közben váratlan szövetségesre akadnak.                                           |     |                                   |                              |                                                       |                                                                     |
| 10. | 10. | Tizedik fejezet (Chapter Ten)     | Mike Roberts                 | Olan Rogers és David Sacks                            | 2018. május 7. 2019. augusztus 22.                                  |
| Gary és a legénység hősi csatát vív Lord Commander csapataival, hogy megvédjék a Föld és az univerzum jövőjét.                                                            |     |                                   |                              |                                                       |                                                                     |

### Második évad (2019)
| Sor. | Év. | Cím                                                     | Rendező             | Író                                                           | Premier                                                                         |
| ---- | --- | ------------------------------------------------------- | ------------------- | ------------------------------------------------------------- | ------------------------------------------------------------------------------- |
| 11.  | 1.  | A Toro Regetta (The Torra Regata)                       | Ben Bjelajac        | Olan Rogers és David Sacks                                    | 2019. június 24. (Adult Swim) 2019. július 1. (TBS) 2019. november 24.          |
| 12.  | 2.  | A Vidám Hely (The Happy Place)                          | Yoriaki Mochizuki   | Dan O'Keefe, Olan Rogers és David Sacks                       | 2019. július 1. (Adult Swim) 2019. július 8. (TBS) 2019. november 24.           |
| 13.  | 3.  | A nagy nap (The Grand Surrender)                        | Anne Walker Farrell | Olan Rogers és David Sacks                                    | 2019. július 8. (Adult Swim) 2019. július 15. (TBS) 2019. november 24.          |
| 14.  | 4.  | A másik oldal (The Other Side)                          | Ben Bjelajac        | Dan O'Keefe, Olan Rogers és David Sacks                       | 2019. július 15. (Adult Swim) 2019. július 22. (TBS) 2019. november 24.         |
| 15.  | 5.  | A hírhedt Mrs. Goodspeed (The Notorious Mrs. Goodspeed) | Yoriaki Mochizuki   | Cameron Squires, Olan Rogers és David Sacks                   | 2019. július 22. (Adult Swim) 2019. július 29. (TBS) 2019. november 24.         |
| 16.  | 6.  | Az építőpókok (The Arachnitects)                        | Anne Walker Farrell | Kelly Lynn D'Angelo, Nick Watson, Olan Rogers és David Sacks  | 2019. július 29. (Adult Swim) 2019. augusztus 5. (TBS) 2019. november 24.       |
| 17.  | 7.  | Első találkozások (The First Times They Met)            | Ben Bjelajac        | Deirdre Devlin, Olan Rogers és David Sacks                    | 2019. augusztus 5. (Adult Swim) 2019. augusztus 12. (TBS) 2019. november 24.    |
| 18.  | 8.  | Emlék a múltból (The Remembered)                        | Yoriaki Mochizuki   | Dan O'Keefe, Olan Rogers és David Sacks                       | 2019. augusztus 12. (Adult Swim) 2019. augusztus 19. (TBS) 2019. november 24.   |
| 19.  | 9.  | Minél közelebb (The Closer You Get)                     | Ben Bjelajac        | Kelly Lynne D'Angelo, Nick Watson, Olan Rogers és David Sacks | 2019. augusztus 19. (Adult Swim) 2019. augusztus 26. (TBS) 2019. november 24.   |
| 20.  | 10. | Az eltűnt kém (The Lost Spy)                            | Anne Walker Farrell | Kelly Lynne D'Angelo, Nick Watson, Olan Rogers és David Sacks | 2019. augusztus 26. (Adult Swim) 2019. szeptember 2. (TBS) 2019. november 24.   |
| 21.  | 11. | A szervezkedés (The Set Up)                             | Anne Walker Farrell | Cameron Squires, Olan Rogers és David Sacks                   | 2019. szeptember 9. (Adult Swim) 2019. szeptember 16. (TBS) 2019. november 24.  |
| 22.  | 12. | Út a sötétségbe (The Descent Into Darkness)             | Yoriaki Mochizuki   | Kelly Lynne D'Angelo, Nick Watson, Olan Rogers és David Sacks | 2019. szeptember 16. (Adult Swim) 2019. szeptember 23. (TBS) 2019. november 24. |
| 23.  | 13. | A hatodik kulcs (The Sixth Key)                         | Benjamin Bjelajac   | Olan Rogers és David Sacks                                    | 2019. szeptember 23. (Adult Swim) 2019. szeptember 30. (TBS) 2019. november 24. |

## Gyártás

### Fejlesztés
2010-ben vetette fel az ötletet Olan Rogers, aki Gary Space néven készített 3 rövid filmet YouTube-ra. Eredetileg 10 rész lett volna, de az animátor Dan Brown nem akarta folytatni. 2013 márciusában Rogers jelentette be hogy a Cartoon Networkkel dolgoznak egy Gary Space projekten, de ebből végül nem lett semmi.
2016-ban Rogers bejelentette hogy a projektet átnevezték Final Space-re hogy elkerüljék a hasonlóságot a Steven Universe-el. A YouTube-on közvetített vlog-jában Rogers felfette a plakátját a projektnek és hogy Coty Galloway fog benne szinkronizálni mint Macskádó (Avocato). A Final Space kiadása 2016. április. 16-án jelent meg Final Space címen. Ez a videó felkeltette Conan O'Brien figyelmét  Aki meghívta Rogers-t Los Angeles-be hogy a TBS-szel tárgyaljon a Final Space teljes sorozat megrendeléséről. David Sacks-al együtt Rogers elkezdte fejleszteni a sorozatot.
Rogers felfedte hogy a sorozat jogaiért még versengett a Comedy Central, az FX, a Fox és a YouTube, de végül a TBS-nek adta el a sorozatot.

### Szereplők
Rogers 2016 decemberében mondta el hogy ő fogja adni Gary és Holdsüti hangját. A többi szinkronhang 2017 júniusában csatlakozott többek között: Fred Armisen, Conan O'Brien, Keith David, Cotty Galloway, Tom Kenny, Caleb McLaughlin, John DiMaggio, Ron Perlman, Shannon Purser, Andy Richter, David Tennant, és Steven Yeun.

### Animáció
A sorozatot a Los Angeles-i ShadowMachine készítette a Toon Boom Harmony szoftverrel, a kanadai Jim Field stúdió animálta. A sorozathoz a NASA űrfelvételeit használta az űrháttérhez.

### Jövő
Rogers Twitteren elmondta hogy a sorozathoz 6 évadnyi sztorija van, amit meg lehetne valósítani, beleértve azt ha a sorozat törlésre kerülne a jövőben.
2021 szeptemberében Rogers közzétett egy videót a YouTube csatornáján hogy a WarnerMedia és a Discovery egyesülése miatt a sorozat törlésre került és a 3.évada lesz az utolsó a sorozatnak.
2022. április. 10-én azt mondta hogy dolgozik azon hogy a sorozat fináléja meglegyen egy 1 órás sorozatzáróval. Május 11-én Rogers azt nyilatkozta mindent megtesz hogy tisztességes véget vessen a sorozatnak.
Június 15-én Rogers elmondta semmilyen médiummal nem tudott megegyezni az 1 órás fináléhoz, de elindította a Godspeed nevű Kickstarter oldalt ahol a sorozat végéhez gyűjt pénzt. Az első nap már 80 000 dollár gyűjtött össze, ami a célnak a duplája.

## Promóció és kiadás
A Final Space első előzetesét a 2017-es San Diego-i Comic Con-on mutatták be. Olan Rogers vezette a sorozat hivatalos Twitter fióknak, a többi műsor készítőkkel ellentétben, hiszen ő a rajongókkal való kapcsolattartást "jó ötletnek" nevezte.
A Final Space premierje 2018. február. 15-én volt a Reddit-en majd az AMA-án. 2018. február. 17-én jelent meg az első epizód a TBS testvércsatornáján a TNT-n, majd 2018. február. 26-án jelent meg a TBS-en, majd 2 órával később az Adult Swim csatornán a pilotot levetítették. Majd később az Adult Swim is levetítette a teljes évadot. 2018. február. 20-án jelent meg a sorozat első 2 epizódja iTunes-on. A Netflix kezeli a sorozat nemzetközi terjesztését július 20 óta.
2019. április. 7-én Rogers elmondta hogy a második évaddal a TBS áthelyezi a sorozatot az Adult Swim-re, de TBS-en is fog tovább futni a széria. A második évad premierje 2019. június. 24-én volt.
A sorozatot 2 héttel a 2.évad után meghosszabbították a sorozatot a 3.évadra.
Az első 2 évad 2021. március. 1-jén felkerült az HBO Max Streaming szolgáltatóra még a 3.évad premierje előtt.
Egy Blu-Ray és egy Soundtrack lista jelent meg 2020. augusztus.11-én. A Blu-Rayt a Warner Archive Collection, míg a Soundtrack listát a WarnerTower Music forgalmazta.

## Kritikusi vélemény
A Final Space első évada pozitív kritikát kapott. A kritikusok dicsérték a szinkronhangok munkáját (különösen David Tennant munkáját Főparancsnok szerepében). A Rotten Tomatoes összesen 70%-ot adott az 1.évadra 10 kritikus véleménye alapján. Az oldal végösszegzése így hangzik: "A Final Space nem üti meg mindig a mércét, de aki egy kedves, szórakoztató űrkomédiára vár, annak bátran lehet ajánlani a Final Space-t." A Metacritic 100 pontból 60-at adott az 1.évadra.
A Daily Beast kedvezően fogadta a sorozatot, és a benne rejlő lehetőségeket ami a Kalandra fel! és a BoJack Horseman ötvözete. A Screen Rant dicsérte a sorozatot és szerintünk jó döntés volt hogy a sorozat első 2 epizódját 11 nappal a megjelenés előtt adták ki, emellett "nagyon buta vígjátéknak" nevezte és hogy a főhős Philip J. Fry és Homer Simpson keveréke.